# Lijst van onderscheidingen van de II SS Pantserkorps
Dit is een lijst van onderscheidingen van de II SS Pantserkorps.

## Drager van het Duits Kruis

### In goud
- Rüdiger Pipkorn, SS-Standartenführer, Chef d. Gen.St. II. SS-Pz.Korps[1][2]

### In zilver
- Dr. Friedrich-Karl Dermietzel, SS-Brigadeführer u. Generalmajor d. W-SS, Korpsarzt II. SS-Pz.Korps[3][4]
- Othmar Musch, SS-Obersturmbannführer, Korps-Ingenieur II. SS-Pz.Korps[5][6]
- Hans Ulmer, SS-Obersturmbannführer, Korps-Intendant II. SS-Pz.Korps[3][7]

## Drager van het Ridderkruis van het Kruis voor Oorlogsverdienste
- Emil Schaeffer, SS-Obersturmbannführer en korps-ingenieur[8][9][10]

## Dragers van het Ridderkruis van het IJzeren Kruis

### Met Eikenloof
- Wilhelm Bittrich, SS-Obergruppenführer und General der Waffen-SS K.G. II. SS-Pz.Korps[11][12]
- Paul Hausser, SS-Obergruppenführer und General der Waffen-SS K.G. SS-Pz.Korps[13][14]

### Met Zwaarden
- Wilhelm Bittrich, SS-Obergruppenführer und General der Waffen-SS K.G. II. SS-Pz.Korps[15][16]